# Петрашко, Ян
Ян Петрашко (пол. Jan Pietraszko 7 августа 1911 — 2 марта 1988) — польский католический епископ, вспомогательный епископ Краковского архидиоцеза и титулярный епископ Туррисбланда с 1962 по 1988 гг. Во время Второй мировой войны непродолжительное время был узником гестапо после того, как фашистские войска вторглись в Польшу в 1939 году. Позже он попал под контроль коммунистической секретной службы после активной проповеднической деятельности. Процесс его беатификации начался в 1994 году, и он получил статус Слуги Божьего. Ян Петрашко был беатифицирован 21 декабря 2018 года папой римским Франциском.

## Биография
Ян Петрашко родился 7 августа 1911 года в Бочковице; 13 августа он принял крещение в костёле Преображения Господня от отца Анджея Ленарта. У Яна было два брата: Владислав и Юзеф. Их мать умерла, когда Яну было три года, после чего его отец, Юзеф Петрашко, женился второй раз 15 августа 1916 года.
Петрашко учился в Бочковицах с 1917 по 1923 годы, а затем — в Бельско-Бяла; он окончил среднюю школу в 1931 году и после этого начал свое церковное обучение. 5 апреля 1936 года (в Вербное воскресенье) он получил богословское образование в Ягеллонском университете, а затем получил был рукоположен в священники архиепископом Адамом Стефаном Сапегой в костёле Святого Франциска. С 1938 по 1939 год и с 1943 по 1944 год он служил помощником и капелланом архиепископу Сапеге. С 1936 по 1938 год и с 1939 по 1942 год он служил викарием в Рабке в приходе Святой Марии Магдалины. Когда нацистские силы вторглись в Польшу во время Второй Мировой войны, Ян Петрашко в течение короткого времени был заключённым гестапо в сентябре 1939 года. Во время войны он служил в приходской церкви Троицы с сентября 1942 года по январь 1943 года. С января 1944 года по ноябрь 1946 года он служил викарием в Закопане, а затем с 1947 по 1948 год служил в приходе Святого Стефана. Петрашко с сентября 1948 года до конца своей жизни служил в костёле Святой Анны, где был затем похоронен. С 24 сентября 1947 года по 1957 год он служил в качестве префекта для семинаристов Кракова.

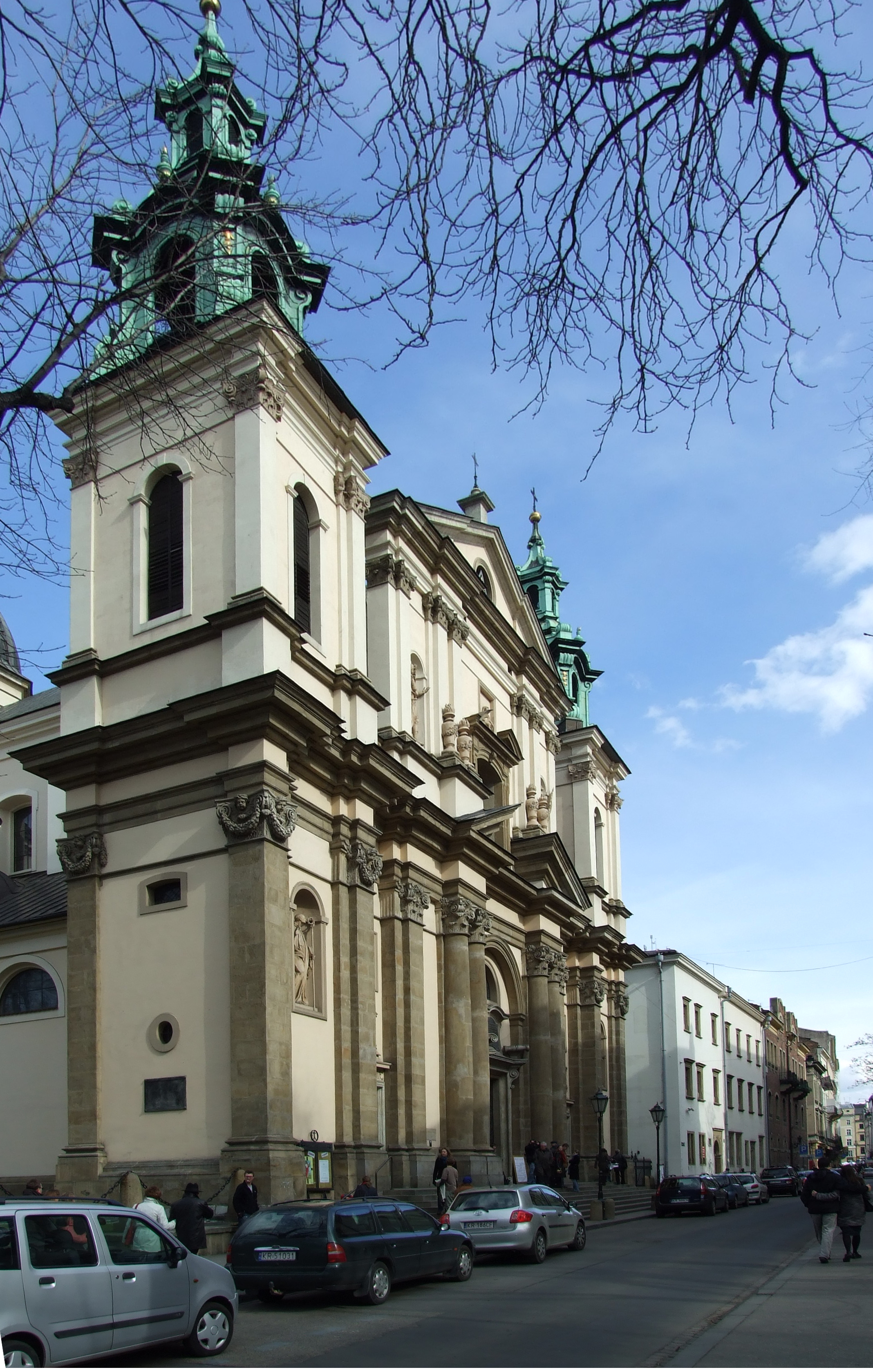
Костёл святой Анны

23 ноября 1962 года папа Иоанн XXIII назначил его вспомогательным епископом Краковского архидиоцеза и титулярным епископом Туррисбланда (о назначении просил епископ Кароль Юзеф Войтыла, будущий папа Иоанн Павел II). Он был рукоположен в епископы 15 апреля 1963 года кардиналом Стефаном Вышинским в Вавельском кафедральном соборе. Петрашко — как новый епископ — смог присутствовать на двух последних сессиях Второго Ватиканского Собора. Он поддержал реформу о проведении месс на польском языке. После рукоположения в епископы, Ян Петрашко был назначен генеральным викарием епархиального священства 4 июля 1963 года, а с 12 марта 1966 года возглавил архиепархическую комиссию по архитектуре и искусству. Он боролся за строительство новых костёлов, несмотря на то, что атеистический коммунистический режим запрещал это, из-за чего епископ Краковский находился под наблюдением секретной коммунистической службы с 1970 года. С 20 декабря 1968 года епископ Ян Петрашко — член архиепархической литургической комиссии. Петрашко скончался в неврологическом диспансере 2 марта 1988 года, 7 марта был похоронен в костёле Святой Анны под алтарем Воздвижения Креста.

## Процесс беатификации
Вопрос о беатификации епископа Яна Петрашко был открыт в Краковской архиепископии под руководством кардинала Франциска Мачарского в ходе епархиального процесса, который начался 18 марта 1994 года и завершился 24 апреля 2001 года; его задача состояла в том, чтобы собрать документацию (включая его духовные записи) и опросить свидетелей. 7 июля 1994 года после того, как Конгрегация по канонизации святых в Риме выпустила указ «Нигиль обстат» (без возражений) и объявила Петрашко Слугой Божьим.
Петрашко получил титул блаженного 21 декабря 2018 года после того, как папа Франциск завершил процесс беатификации.

## Сочинения
- Соображения (1961—1964)
- Встречи (1967)
- Медитации на пути (1977—1983)